# Kanto (cómic)
Kanto es un supervillano y asesino extraterrestre publicado por DC Comics.

## Historial de publicaciones
Apareció por primera vez en Mister Miracle #7 (marzo/abril de 1972), y fue creado por Jack Kirby. Kanto supuestamente se inspiró en el noble renacentista César Borgia, pero su apariencia "se inspiró en Errol Flynn en una película fija".

## Biografía ficticia
Como estudiante de Abuela Bondad en Apokolips, Iluthin, el nombre de Kanto en ese momento, está acusado de robar armamento del entonces maestro asesino de Darkseid, Kanto 13, y otros. Iluthin es castigado, no por robar, sino por ser atrapado. Primero se enfrenta a un grupo de compañeros de estudios, derrotándolos con facilidad.
Contra los deseos de Kanto 13, Iluthin es exiliado de Apokolips a la Tierra de la era del Renacimiento por Darkseid. Allí se forma con profesores de italiano y se enamora de una mujer llamada Claudia. Kanto 13 rastrea a Iluthin hasta la Tierra y mata a Claudia en el altar de la boda de la pareja. Iluthin derrota a Kanto 13 en la batalla. Darkseid llega a la Tierra y destruye a Kanto 13 por su fracaso. Iluthin regresa a Apokolips como el nuevo asesino de Darkseid.
Cuando Sr. Milagro regresa a Apokolips, se enfrenta a Kanto, quien lo captura y lo lleva a Abuela Bondad. Kanto se viste de una manera casi renacentista, posiblemente para implicar tanto el orgullo artístico que tiene en su trabajo de asesino como la presencia de la intriga de la corte real. Quizás este atuendo alimenta su nihilismo al recordarle a su amor asesinado. De todos los enemigos a los que se enfrentó el Sr. Milagro durante la carrera de Kirby con el personaje, Kanto alberga una especie de respeto profesional por el Sr. Milagro.
Durante la miniserie de cómics Génesis del escritor John Byrne, Kanto se encuentra con Artemis de Bana-Mighdall, la antigua Mujer Maravilla, y se revela que Kanto no solo había sido su maestro sino también un amante. Como Artemis estuvo atrapada en una dimensión demoníaca junto a sus hermanas amazónicas desde los catorce hasta los veinticuatro años y no se la mostró con Kanto hasta la historia de Génesis, la especulación sobre este supuesto romance sugiere un viaje en el tiempo. Aunque mutuamente amorosos, la cita aparentemente no se consumó ya que Artemis, durante la miniserie Réquiem de Mike Deodato, afirmó ser virgen.
Cuando los Nuevos Dioses están siendo masacrados en toda la galaxia, Kanto es llamado a Apokolips, donde sirve fielmente a Darkseid, expresando preocupaciones privadas con Abuela Bondad. El es asesinado por Infinity-Man mientras espiaba a Orión, Sr. Milagro y Superman. Su cuerpo es encontrado por Kalibak.
Durante la historia de Final Crisis, Kanto apareció desde entonces sirviendo a Darkseid, pasando por Boss Dark Side en ese momento, y Kalibak. Los tres habitan en anfitriones humanos que se hacen pasar por hombres de negocios en la compañía Dark Side y les lavan el cerebro a niños dotados de la Tierra. Se sugiere que sus cuerpos anfitriones se queman fácilmente.

### New 52
En su versión The New 52, Kanto tuvo una aventura con Leonardo da Vinci durante su estancia en la Italia del Renacimiento. Kanto es uno de los muchos responsables de entrenar a la KGBestia.

## Poderes y habilidades
Como miembro de los Nuevos Dioses, Kanto es funcionalmente inmortal, posee atributos físicos increíbles como fuerza, resistencia, velocidad y reflejos sobrehumanos. Kanto es lo suficientemente fuerte como para levantar varias toneladas, sus reflejos y velocidad le permiten esquivar balas, láseres, etc. resistente a los poderes psíquicos. Kanto es un atleta entrenado y un excelente combatiente cuerpo a cuerpo. Es conocido como un maestro de las armas. Y es igualmente experto en el uso de armas del Renacimiento italiano de la Tierra, como espadas, cuchillos y en el uso del armamento tecnológico avanzado creado por el científico de Apokolips. Excepto quizás del propio Darkseid, Kanto no tiene igual en Apokolips como un estratega astuto en el diseño de métodos para cazar y asesinar víctimas. El considera su obra un arte.

## En otros medios

### Televisión
- Kanto apareció en el episodio de Superman: la serie animada, "Tools of the Trade", con la voz de Michael York. El suministró a Intergang armas de Apokolips que podrían usar para matar a Superman. Después de que Intergang fallara, Kanto se retiró a Apokolips con Bruno Mannheim siguiéndolo desesperadamente, donde Bruno terminó encontrándose con Darkseid.
- Kanto aparece más tarde en el episodio de Liga de la Justicia Ilimitada, "Alive", con la voz de Corey Burton sin acreditar. Él, junto con Mantis, se desempeña como lugartenientes de Virman Vundabar en su lucha por el poder con Abuela Bondad cuando Darkseid (después de su muerte al final del episodio de Liga de la Justicia, "Crepúsculo") regresa y pone fin a la guerra.
- Kanto aparece en el episodio de Justice League Action, "The Fatal Fare", con la voz de Troy Baker. Él y Desaad están planeando una invasión a la Tierra cuando Superman los detiene colocando un virus en su Caja Madre que transporta su nave a una de las lunas del planeta. Cuando Darkseid llega después de que Space Cabbie lo lleve, ayuda a Desaad a torturar a Superman para obtener información sobre qué virus se usó en la Caja Madre. Darkseid luego hace que Space Cabbie lleve a Kanto a casa. Durante el viaje, Kanto le dice a Space Cabbie que se le ha ordenado deshacerse de Space Cabbie en un planeta lago ácido. Space Cabbie engaña a Kanto llevándolo a la Tierra alegando que debería hacer el trabajo en un planeta lleno de plantas peligrosas que Green Lantern Corps declaró que estaban prohibidas. Una vez en la Tierra, Kanto es derrotado por Swamp Thing, mientras Wonder Woman se lo lleva para dejarlo en Belle Reve. En "Superman's Pal, Sid Sharp", Kanto ayuda a Desaad, Abuela Bondad y Kalibak a atraer a Superman a una trampa de kryptonita después de que los Parademonios confundieran al reportero del Daily Bugle Sid Sharp con un traje simulado de Superman con Superman. Cuando Superman cae en la trampa de la kryptonita, Kanto se dirige a informar a Darkseid que funcionó solo para que Sid engañara a los otros tres villanos para que compitieran con Kanto por el trabajo. Tras la llegada de Darkseid, Superman se libera de la trampa de kryptonita mientras evade a Darkseid, Desaad, Abuela Bondad, Kalibak y Kanto hasta que él y Sid escapan de regreso a la Tierra usando la Caja Madre de Desaad.

### Videojuegos
- Michael York repitió su papel de Kanto en el videojuego Superman: Shadow of Apokolips.
- Kanto aparece como un personaje jugable en Lego DC Super-Villains, con la voz de Corey Burton, y es el jefe en el quinto y último nivel de bonificación "You Kanto-uch This". Después de que Batman, Wonder Woman, Superman y Flash encuentran la salida de la base, Kanto es el último oponente al que tienen que enfrentarse y, durante la pelea, toca constantemente su guitarra y sigue cantando sobre cómo actúan y se comportan normalmente los héroes.